# Белейки
Беле́йки (укр. Білейки) — село в Козелецком районе Черниговской области Украины. Население — 256 человек. Занимает площадь 0,872 км².
Код КОАТУУ: 7422080601. Почтовый индекс: 17003. Телефонный код: +380 4646.

## Власть
Орган местного самоуправления — Белейковский сельский совет. Почтовый адрес: 17004, Черниговская обл., Козелецкий р-н, с. Белейки, ул. Довженко, 18.